# Pedicularis macrodonta
Pedicularis macrodonta är en snyltrotsväxtart som beskrevs av Richards.. Pedicularis macrodonta ingår i släktet spiror, och familjen snyltrotsväxter. Inga underarter finns listade i Catalogue of Life.